# Giovanni Battista Pinello di Ghirardi
Giovanni Battista Pinello di Ghirardi (Gènova, pel 1544 -Praga, Txèquia, 15 de juny de 1587) fou un compositor i mestre de capella del Renaixement.
S'establí en la capital txeca, i el 1581 passà a Dresden, on succeí a Antonio Scandelli en el càrrec de mestre de capella, però la seva conducta poc digna fou causa que tingués de deixar aquest càrrec, i s'establí novament a Praga.

## Obres
- VI Mssae, a 4 veus (Drsden, 1582);
- diversos Magnificats Dresden, 1583);
- Madrigali (Dresden, 1584);
- Cantiones sacrae, 8, 10 et 15 voc.,
- Motetti quinque vocum(Praga, 1588);

En música profana se li deu: 
- Cançons alemanyes, a 5 veus (Dresden, 1584);
- Napoletane a 5 voci (Dresden, 1585) i algunes altres produccions.